# ژان-دنیل دتویلر
ژان-دنیل دتویلر (انگلیسی: Jean-Daniel Dätwyler؛ زادهٔ ۲ آوریل ۱۹۴۵) اسکی‌باز آلپاین اهل سوئیس است.